# Арт-Базель
Арт-Базель (англ. Art Basel) ― коммерческая, частная и управляемая международная художественная ярмарка, которая ежегодно проводится в Базеле, Майами-Бич, Гонконге и Париже. Арт-Базель предоставляет галереям платформу для демонстрации и продажи своих работ покупателям, а также работает в сотрудничестве с местными учреждениями принимающих городов, помогая расти и развивать художественные программы.

## История
Арт-Базель был основан в 1970 году базельскими галеристами Эрнстом Бейелером, Трудл Брукнер и Бальцем Хилтом. В год своего открытия выставка в Базеле собрала более 16 000 посетителей, которые ознакомились с работами, представленными 90 галереями из десяти стран. В ней также приняли участие 30 художественных издательств.
Под руководством Сэмюэля Келлера в период с 1999 по 2006 год Арт-Базель создал Art Unlimited ― раздел монументальных произведений искусства в области скульптуры, инсталляций, видеоарта и перформансов в недавно построенном зале 1. Первыми кураторами этого очень большого раздела были Симон Ламуньер (2000-2011), Джанни Джетцер (2012-2019), за которыми последовал Джованни Кармине (с 2021 года). Art Basel Miami Beach был впервые представлен в 2002 году организаторами Art Miami. В 2007 году Ocean Drive выпустила журнал Art Basel Magazine (главным редактором которого была Сара Харрельсон). В том же году начали появляться ярмарочные мероприятия на русском языке.
В 2008 году MCH Group и организатор мероприятий Ангуса Монтгомери Тим Этчеллс запустили Art HK, что вызвало интерес инвесторов к Гонконгу. MCH выкупила его в 2013 году, чтобы создать Арт-Базель Гонконг, который будет проходить в Гонконгском конгрессно-выставочном центре. В 2015 году Арт-Базель Гонконг перенес свой офис в Shui On Centre, а их новый офис был спроектирован OPENUU.
В 2011 году коллекционер произведений искусства Адам Линдеманн написал эссе о том, почему он не посещал Арт-Базель в том году, описав избыток важных персон и их роскошные мероприятия.
На выставке Маурицио Каттелана в Майами-Бич в 2019 году была представлена выставка печально известного комического произведения искусства ― банана, приклеенного скотчем к стене, которая была продана за 120 000 долларов. Все выставки Арт-Базель 2020 года (Базель, Майами, Гонконг) были отменены.
В 2022 году выставка Арт-Базель расширилась и включила в себя Paris+ par Art Basel, заменив давнюю художественную ярмарку FIAC.